# Mielno (Węgorzyno)

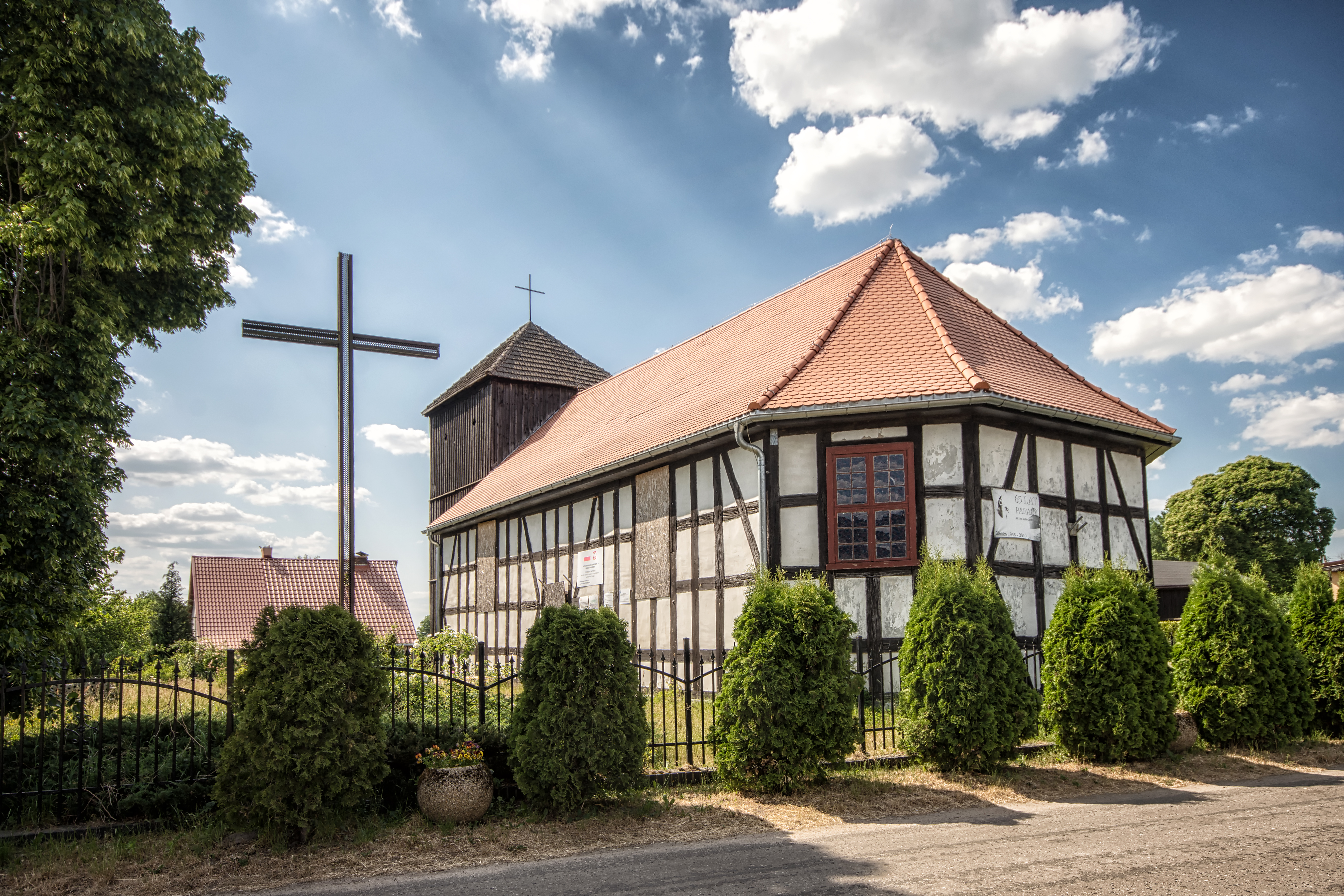
Dorfkirche

Mielno (deutsch Mellen) ist ein Dorf in der Woiwodschaft Westpommern in Polen. Es gehört zur Gmina Węgorzyno (Stadt- und Landgemeinde Wangerin) im Powiat Łobeski (Labeser Kreis).

## Geographische Lage
Das Dorf liegt in Hinterpommern, knapp 60 km östlich von Stettin und etwa 16 km südwestlich der Kreisstadt Łobez (Labes).
Das Dorf liegt am Ostufer des Mellensees. Westlich davon erstreckt sich der 9,5 Kilometer lange Wothschwiensee. Den Abfluss des Mellensees bildet der Bach Ückeley, der nordwestlich am Dorf vorbeiführt. 
Die nächsten Nachbarorte sind im Norden Zwierzynek (Schwerin), im Osten Sielsko (Silligsdorf) und im Süden Chwarstno (Horst) und Trzebawie (Altenfließ).

## Geschichte
Mellen war ein altes Lehen der uradligen Familie von Wedel. Zu Anfang des 14. Jahrhunderts war der Ort, damals „Melne“ genannt, Sitz eines Zweiges dieser Familie, dem auch Altenfließ und Silligsdorf gehörten. 
Im 18. Jahrhundert war das Rittergut Mellen in den größeren Anteil Mellen A und den kleineren Anteil Mellen B aufgespalten, die ihrerseits zeitweise mehreren Besitzern gemeinsam gehörten. Unter den Besitzern von Mellen A waren der Landrat Curt Julius von Wedel und der Kammerpräsident Christoph Heinrich von Wedel, unter den Besitzern von Mellen B der Hofgerichtspräsident Ewald Joachim von Wedel. Im 19. Jahrhundert waren beide Gutsanteile wieder vereinigt. 
Um 1860 umfasste das Lehn-Rittergut Mellen, also der Gutsbezirk, 2932 Morgen Land und 148 Einwohner. Es wurden 23 Pferde, 66 Rinder und 1606 Schafe gehalten. Daneben bestand das Pfarrkirchdorf Mellen, also die bäuerliche Landgemeinde, mit 878 Morgen Land und 144 Einwohnern. Hier wurden 25 Pferde, 63 Rinder und 451 Schafe gehalten. 
Bis 1945 bildete Mellen eine Landgemeinde im Kreis Regenwalde der Provinz Pommern. Sie gehörte zum Amtsbezirk Silligsdorf. Die Gemeinde zählte im Jahre 1933 256 Einwohner und im Jahre 1939 235 Einwohner. Zu der Gemeinde gehörten neben dem Dorf Mellen selbst keine weiteren Wohnplätze.
1945 kam Mellen, wie ganz Hinterpommern, an Polen. Der Ortsname wurde als „Mielno“ polonisiert.